# Republiek Maryland
De republiek Maryland, ook bekend als Maryland in Liberia of Maryland in Afrika was een kortstondige Afro-Amerikaanse republiek in West-Afrika van 1854 tot 1857. Het werd geannexeerd door Liberia en omgedoopt tot de gelijknamige Liberiaanse county.

## Geschiedenis
Onder de Maryland State Colonization Society koloniseerden vrije zwarte ex-slaven, voornamelijk uit de Amerikaanse staat Maryland, in 1834 de Kaap Palmas. Maryland volgde hiermee het voorbeeld van buurland Liberia, dat enkele jaren eerder hetzelfde initiatief had genomen. Terwijl vele andere Afro-Amerikaanse nederzettingen zich verenigden met Liberia besloot Maryland soeverein te blijven en riep het op 29 mei 1854 de onafhankelijkheid uit. Toen bleek dat de republiek zonder de hulp van Liberia zich niet goed kon verdedigen tegen de inheemse bevolking werd na een referendum in 1857 besloten om Maryland te laten annexeren.